# Atherigona nigridorsalis
Atherigona nigridorsalis är en tvåvingeart som beskrevs av Couri, Pont och Penny 2006. Atherigona nigridorsalis ingår i släktet Atherigona och familjen husflugor.
Artens utbredningsområde är Madagaskar. Inga underarter finns listade i Catalogue of Life.